# Základní zákon: Vláda
Základní zákon: Vláda (hebrejsky: חוק יסוד: הממשלה) je základním zákonem Izraele, který stanovuje složení vlády, její roli a pravomoci. Byl přijat šestým Knesetem dne 13. srpna 1968. K roku 2010 byl celkem dvakrát novelizován a doplněn. Poprvé se tak stalo 18. března 1992, kdy dvanáctý Kneset provedl změnu volebního systému s cílem zavést přímou volbu premiéra. Podruhé pak 7. března 2001, kdy patnáctý Kneset zrušil předcházející doplnění zákona z roku 1992, tedy zrušil přímou volbu premiéra a navrátil se ke starému parlamentnímu systému.

## Text zákona
Níže uvedené jsou vybrané pasáže zákona z roku 2001:
- 5–6: „Vláda se skládá z premiéra (…) premiér je členem Knesetu (…) ministr nemusí být členem Knesetu (…) ministr musí být izraelským občanem.“
- 7: „Když má být ustavena nová vláda, prezident, po konzultaci s představiteli stran zastoupených v Knesetu, pověří sestavením vlády člena Knesetu, který jej informoval o připravenosti přijmout tento úkol; prezident tak učiní během sedmi dnů od zveřejnění volebních výsledků; a v případě smrti premiéra, během čtrnácti dnů od jeho smrti.“
- 28: „Kneset může vládě vyslovit nedůvěru (…) vyjádření nedůvěry vládě bude rozhodnutí přijaté většinou členů Knesetu požádat prezidenta pověření svěření úkolu vytvoření vlády některému členovi Knesetu, který k tomuto poskytl písemný souhlas (…) v případě, že Kneset vyjádří vládě nedůvěru, je vláda pokládána za vládu v demisi“
- 29: „premiér (…) může, se souhlasem prezidenta, rozpustit Kneset (…) vláda je poté pokládána za vládu v demisi.“